# Соколов, Алексей Иванович (протоиерей)
Алексе́й Ива́нович Соколо́в (1817 — 25 декабря 1899 [6 января 1900]) — священник Русской православной церкви. Первый настоятель храма Христа Спасителя (1883—1899). Приходский священник Н. В. Гоголя. Духовник обер-прокурора Святейшего синода К. П. Победоносцева.

## Биография

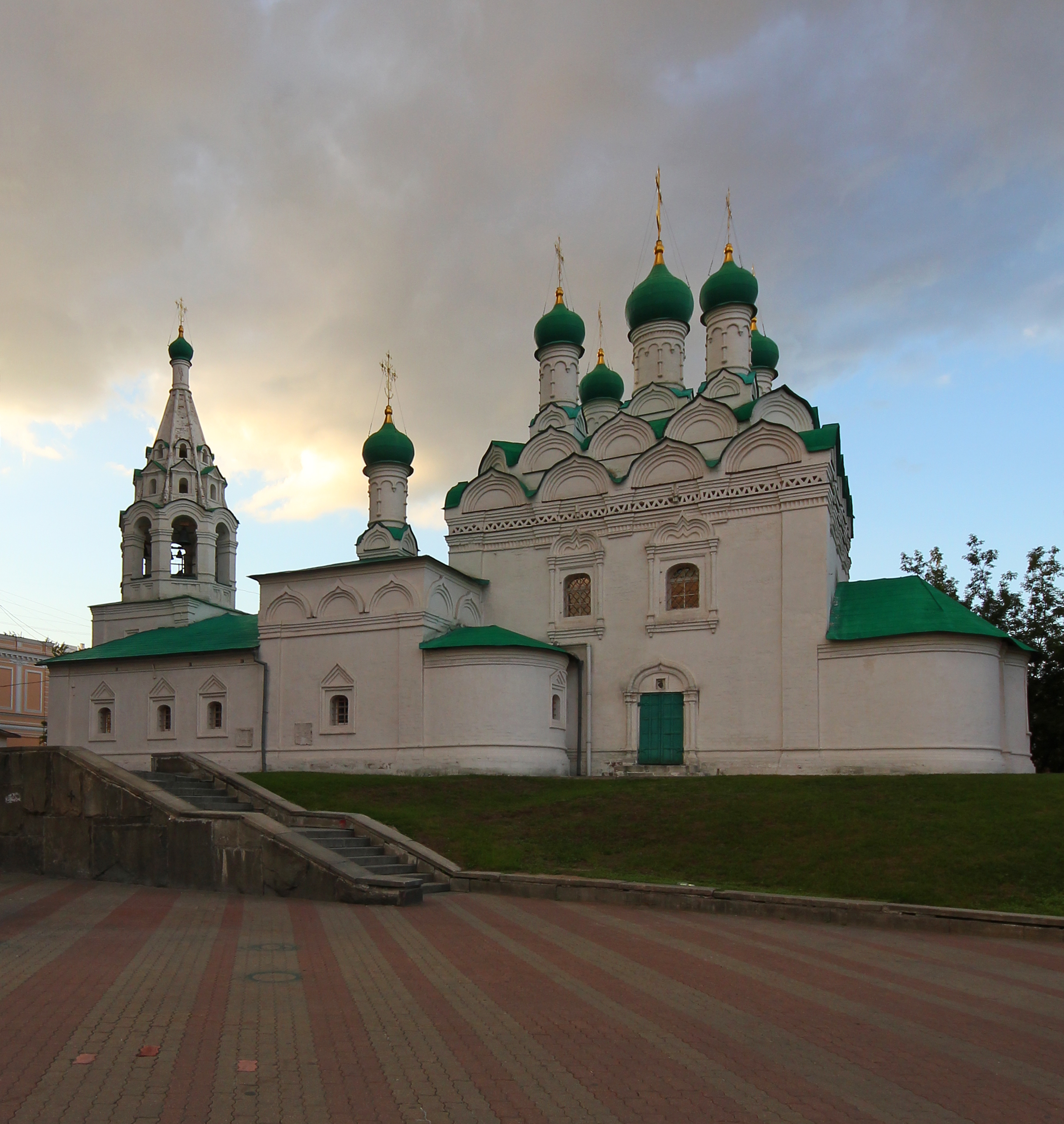
Церковь Симеона Столпника (Введения во храм Пресвятой Богородицы) на Поварской улице

Родился в 1817 году в Московской губернии в семье диакона. Окончив Вифанскую духовную семинарию при Спасо-Вифанском монастыре, в 1836 году поступил в Московскую духовную академию, по окончании которой в 1840 году был направлен преподавателем в Каменец-Подольскую духовную семинарию. Позднее вернулся в Москву на службу в Никитском сороке, в Московском губернском тюремном замке, где был рукоположен во иерея.

### Настоятель церкви Симеона Столпника
Около двадцати лет был настоятелем церкви Симеона Столпника на Поварской (1854—1867; 1869; 1872). В 1869 году возведён в сан протоиерея. Вскоре Алексей Иванович Соколов получил почётное звание магистра богословия, что дало ему возможность служить благочинным Пречистенского сорока, о чём сообщили «Прибавления к Московским епархиальным ведомостям» за 1872 год: «4-го января. В праздник Обрезания Господня и Новый год в Успенском соборе <…> в присутствии г. г[енерал]-губернатора князя Владимира Андреевича Долгорукого <…> проповедь говорил благочинный Пречистенского сорока церкви св. Симеона Столпника, что на Поварской улице, протоиерей магистр Алексей Соколов».

### Прихожане церкви Симеона Столпника
Прихожанами церкви Симеона Столпника были многие известные москвичи, в частности, большое семейство писателя Сергея Тимофеевича Аксакова, который венчался здесь ещё в 1816 году с Ольгой Семёновной Заплатиной, их дети: Константин, Иван, Григорий, Вера. К приходу церкви относился дом И. А. Талызина на Никитском бульваре. В этом доме в 1840—1850 годах жил граф А. П. Толстой — будущий обер-прокурор Священного синода, с супругой Анной Георгиевной. В их доме на правах друга с 1848 года жил Николай Гоголь. Гоголь не имел постоянного места жительства в Москве. В предыдущие свои приезды из-за границы останавливался у М. П. Погодина, по этой причине считал себя прихожанином церкви Саввы Освященного на Девичьем Поле, а своим духовником отца Иоанна Никольского, но с 1851 года он окончательно поселился вблизи церкви Симеона Столпника и, по воспоминаниям современников, полюбил новый приход и его молодого священника.
26 января 1852 года неожиданно скончалась Е. М. Хомякова, человек близкий Гоголю. Тяжело переживая боль утраты, писатель заказал 30 января в церкви Симеона Столпника панихиду по Екатерине Михайловне, на панихиде он был один и после службы писатель получил некоторое успокоение. В пятницу 1 февраля он ходил в церковь к обедне, а после обедни направился к Аксаковым. Вера Сергеевна Аксакова вспоминала, что Гоголь находился тогда под впечатлением службы отца Алексия Соколова, «мысли его были все обращены к тому миру». Гоголь хвалил свой приход и священника. В воскресение 3 февраля он вновь ходил к обедне и опять с похвалой отзывался и об отце Алексии, и о всей его церковной службе, но при этом он жаловался на усталость. В последующие дни болезни Гоголь посетил удалённую от него церковь Саввы Освященного на Девичьем поле. Утром 9 февраля Гоголь призвал к себе отца Алексия, чтобы собороваться, поскольку ночью ему снилось, что он вскоре умрёт, но когда священник явился, писатель раздумал. Со следующего дня Гоголь перестал выезжать из дому, и Алексий Соколов приходил к писателю ежедневно. Из сообщения врача А. Т. Тарасенкова явствует, что Гоголь несмотря на симпатию к А. И. Соколову не подчинялся вполне его влиянию, во всяком случае, в том, что касалось советов молодого священника о здоровье писателя:
При нём нарочно подавали тут же кушать саго, чернослив и проч. Священник начинал первый и убеждал его есть вместе с ним.
Неохотно, немного, но употреблял он эту пищу ежедневно; потом слушал молитвы, читаемые священником. Какие молитвы вам читать? — спрашивал он. «Всё хорошо; читайте, читайте!» Друзья старались подействовать на него приветом, сердечным расположением, умственным влиянием: но не было лица, которое могло бы взять над ним верх, не было лекарства, которое бы перевернуло его понятия; а у больного не было желания слушать чьи-либо советы, глотать какие-либо лекарства. В воскресенье приходский священник убедил больного принять ложку клещевинного масла, и в этот же день он согласился было употребить ещё одно медицинское пособие (clysma), но это было только на словах, а на деле он решительно отказался, и во все последующие дни он уж более не слушал ничьих увещаний и не принимал более никакой пищи (три дня), а спрашивал только пить красного вина.
Перед смертью наряду с духовником Гоголя Иоанном Никольским больного Николая Васильевича напутствовал и Алексий Соколов. Отец Алексий причащал умирающего писателя.
Гоголь скончался утром 21 февраля 1852 года. Его отпевал Алексий Соколов, но не в приходской церкви Симеона Столпника, а в университетской церкви Великомученицы Татианы, как решили в нарушение воли писателя его друзья. Однако метрическая запись о смерти Гоголя была сделана Алексием Соколовым в книге церкви Симеона Столпника: «коллежский асессор Николай Васильевич Гоголь, 43 лет <на самом деле 42-х лет>, умер от простуды».
9 января 1866 года в церкви Симеона Столпника отец Алексий венчал будущего обер-прокурора Святейшего Синода К. П. Победоносцева с Е. А. Энгельгардт.

### Настоятель Архангельского собора и Храма Христа Спасителя

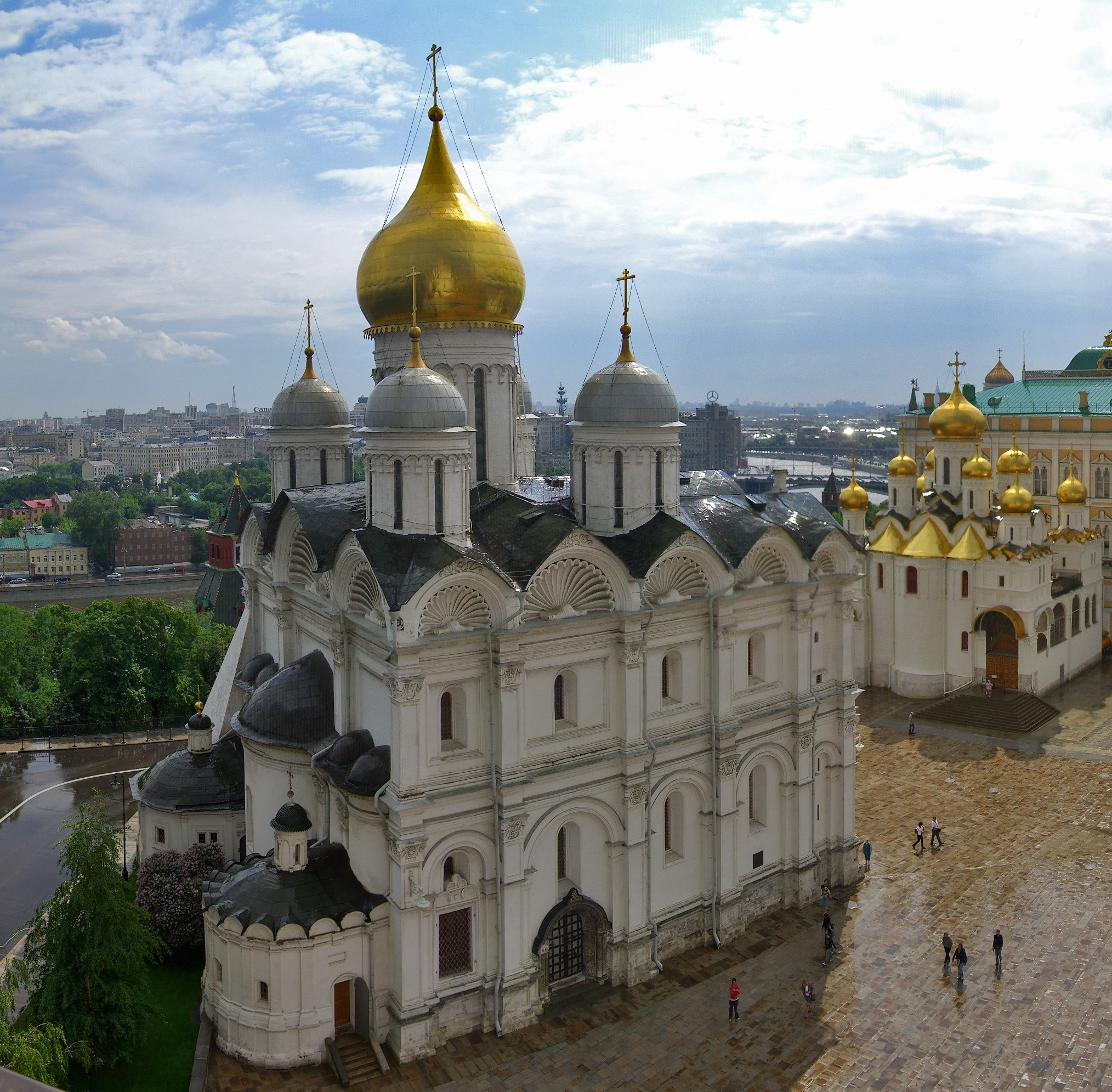
Архангельский собор Кремля

В 1860—1880 годы отец Алексий стал примечательной личностью в среде высшего московского духовенства. Он принимает живое участие в жизни Московской епархии. О его проповеди в Большом Успенском соборе Кремля сообщают «Московские епархиальные ведомости» за 1869 год.
Алексей Иванович осуществлял цензурный досмотр еженедельника «Миссионер». «Миссионер» был московским журналом, издававшимся в 1874—1879 годы православным миссионерским обществом под редакцией священника В. С. Маркова. С декабря 1879 года Алексий Соколов был переведён священником Архангельского кафедрального собора. Ввиду освобождения вакансии благочинного Пречистенского сорока впервые в истории Московской епархии Духовная консистория предлагает соборно выбрать из числа священнослужителей наиболее подходящего кандидата на должность благочинного. Из 45 кандидатов от 27 московских церквей 19 декабря духовенство выбрало нового благочинного, им стал протоиерей С. С. Владимирский. Но этим дело не ограничилось, церковная пресса сообщала, что после избрания нового благочинного московскому духовенству поступило предложение «открыть подписку на изготовление иконы, которую бы через избранную комиссию поднести от всего благочиния бывшему о. Благочинному высокочтимому А. И. Соколову в выражение признательности за его мудрое и доброе правление в должности благочинного», что и было сделано собранием московского духовенства.
31 августа 1883 года отец Алексий переведен настоятелем во вновь освящённый Храм Христа Спасителя. Новый храм стал кафедральным, а Архангельский собор утратил прежний статус. Алексей Иванович стал первым настоятелем соборного храма и прослужил в нём до 1899 года.

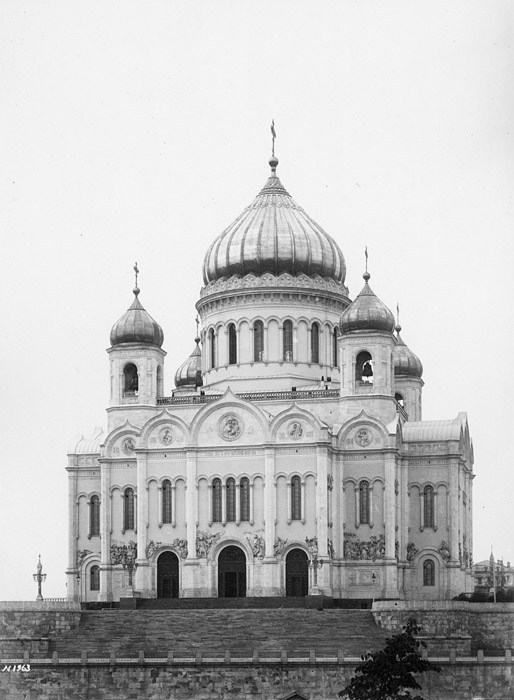
Будущий Храм Христа Спасителя в 1881 г.

### Общественная деятельность, итоги, награды
А. И. Соколов состоял членом многих обществ, в том числе, Православного миссионерского общества, Общества Духовного просвещения, Братства Кирилла и Мефодия, Братства Святого Николая. Он не оставлял и преподавательской гимназической работы. Духовным начальством за свое многолетнее пастырское служение Алексей Иванович был представлен обер-прокурору Святейшего Синода для награждения орденом. В 1872 году он стал кавалером ордена святой Анны 3-й степени. Императорский указ гласил: «Государь Император, по всеподданнейшему докладу господина обер-прокурора Святейшего Синода, в 16-й день апреля 1872 года за службу по военному и гражданскому ведомству Всемилостивейше соизволил пожаловать: орден св. Анны 3-й степени протоиерею Симеоновской, на Поварской, церкви Алексию Соколову».
В 1879 году протоиерей Алексей Иванович Соколов был удостоен ордена святого Владимира 3-й степени. Среди высочайших духовных наград были митра, наперсный крест; из синодальных наград наперсный крест от Синода, палица, камилавка. Епархиальные награды: набедренник, скуфья, камилавка, митра, палица, наперсные кресты, а также ордена Св. Анны и Св. Владимира всех степеней, золотая медаль по случаю освящения Храма Христа Спасителя и некоторые иные награды.
Священническая деятельность Алексея Ивановича Соколова не ограничивалась настоятельской деятельностью. Так же, как будучи приходским священником церкви Симеона Столпника, 25 февраля 1852 года Алексий Соколов отпевал Н. В. Гоголя в церкви Великомученицы Татианы, домовой церкви Московского университета, так и в этом же домовом храме 24 ноября (7 декабря) 1892 года, будучи настоятелем Храма Христа Спасителя, он совершил заупокойную литургию по бывшему воспитаннику Московского университета А. А. Фету. На отпевание поэта был приглашен хор Чудова монастыря. Отпевание Фета в Университетской церкви происходило в присутствии членов Общества Любителей Российской Словесности во главе с его председателем профессором Н. С. Тихонравовым. Наряду с членами Общества с поэтом прощались делегаты от Московского психологического общества во главе с Н. Я. Гротом, а также студенты и профессора Московского университета. По окончании литургии гроб с телом Фета на катафалке направили к Курскому вокзалу, при этом отец Алексий совершил у церкви св. Параскевы Пятницы в Охотном ряду и у церкви Косьмы и Дамиана на Маросейке, возле дома, где поэт жил в юности, две литии. После этого тело литератора было отправлено в фамильный склеп села Клейменова Орловской губернии Мценского уезда.
На обороте фотографии Алексея Ивановича Соколова из собрания Государственного Исторического музея присутствует надпись: «О. Алексей Иванович Соколов. Долгое время настоятель [храма] Сим[еона] Столпн[ика] на Поварской. Духовник К. П. Победоносцева. Кафедральный протоиерей Архангельского собора, а с 1883 г. Храма Христа Спасителя. (Печатные труды неизвестны)».
А. И. Соколов имел шестерых детей. Василий Алексеевич был прокурором Московской судебной палаты; Дмитрий Алексеевич — директор Четвёртой мужской гимназии; Константин Алексеевич был доктором 2-й Градской больницы; младший сын Алексей Алексеевич Соколов последовал примеру отца, начал духовную карьеру и поступил в Московскую духовную академию. Впоследствии — инспектор Четвёртой мужской гимназии.
Умер 25 декабря 1899 года. Похоронен в Покровском монастыре в Москве.